# اتش 3 (الكويت)
اتش 3 أو H3 هو موقع أثري في منطقة الصبية (الكويت) أصبح مأهولا في النصف الثاني من الألفية السادسة ق.م. ويعد هذا الموقع نقطة ثقافية بين شبه الجزيرة العربية في العصر الحجري الحديث والعراق القديم. من بين المكتشفات في الموقع نموذج قارب وقطع من الأسفلت مغطاة بالقصب ربما تكون قد أتت من قارب حقيقي، مما يجعل هذا من بين أقدم الأدلة على سفينة تبحر في العالم.

## الموقع وبيئته
يقع H3 على جزيرة بوبيان، شبه جزيرة منخفضة على الجانب الشمالي من خليج الكويت. ربما كان الموقع في الأصل يقع على حافة بحيرة ضحلة، لكنه اليوم محاط بمسطحات طينية. يتكون الموقع من كومة منخفضة مع الفخار والصوان المنتشر على السطح. تظهر بعض البقايا المعمارية على السطح أيضًا. قدرت مساحة الموقع بـ 90 × 80 م.

## تاريخ البحث
حدد فهد الوهيبي الموقع في البداية. ثم جرى مسح أثري أولي وحفريات على نطاق صغير في وقت لاحق. بدأت الحفريات يتسع نطاقها سنة 1998 من قبل فريق مشترك من البعثة الأثرية البريطانية إلى الكويت ومتحف الكويت الوطني. ثم جرى المزيد من مواسم التنقيب بين 1999 و 2004. تم توجيه الحفريات بواسطة هارييت كروفورد.

## تاريخ الإستيطان
بناءً على الفخار تم تأريخ موقع اتش 3 إلى فترة العبيد 2-3، أو النصف الثاني من الألفية 6 ق.م. ويعود تأريخ بالكربون المشع الفردي في أقدم جزء من الموقع إلى تاريخ 5511-5324 ق.م. يُعتقد أن أقدم جزء من الموقع عبارة عن حفرة نار اكتشفت في الجزء الغربي من الموقع. فسرها المنقبون على أنه تركيب يتم فيه طبخ الأسماك. يتكون مكان العمل الرئيسي في H3 من عدة مبانٍ حجرية منفصلة، تم حفر اثنتين منها وظهر العديد منها على السطح. كان أحدهما عبارة عن حظيرة مسيجة مكشوفة مع غرفة تخزين. من المحتمل أن ذلك المكان كان يستخدم في إنتاج الأدوات الحجرية والصوان. ويتكون الهيكل الثاني من أربع غرف ذات جدران مقوسة، ربما لدعم سقف. لا يمكن تحديد وظيفة الغرف بشكل مؤكد، ولكن بناءً على وجود بعض المصنوعات اليدوية وعظام الأسماك والثدييات، ربما كانت إحدى الغرف الأكبر هي دار للمعيشة. بناءً على هذه البقايا المعمارية الكبيرة، تم اقتراح أن السكان ربما عاشوا لفترات طويلة في الموقع - وربما بشكل دائم.
ويتكون غالبية الفخار في H3 من أواني فترة عبيد بسيطة ومطلية. تم تأريخ هذا الفخار إلى عبيد 2-3، مع وجود أوجه تشابه في مواقع مثل تشوغا مامي في بلاد الرافدين والدوسرية على ساحل الخليج. بناءً على الوجود الغزير لعظام الأسماك ومعدات الصيد، يعتقد بأن للصيد أهمية كبيرة في الموقع. كان الصيد يمارس في المياه الضحلة، ولكن هناك أدلة على الصيد في المياه العميقة أيضًا. بعض الأنواع التي تم تحديدها في H3 مثل التونة التي لم تعد موجودة في جون الكويت حاليًا. وكانت عظام الغزال والأغنام / الماعز موجودة أيضًا، مما يشير إلى أن سكان H3 مارسوا أيضُا الصيد والرعي. وعثر أيضا في الموقع على التمر المتحجر وهو من بين أقدم الأدلة في العالم لاستهلاك التمور، إلى جانب أحجار من جزيرة دلما (الإمارات العربية المتحدة). قام سكان H3 أيضًا بتصنيع المجوهرات الصدفية، والتي من المحتمل أنهم تاجروا بها مع المجتمعات الأخرى.
تم تفسير H3 على أنها مستوطنة تنتمي إلى تقليد العصر الحجري الحديث العربي المحلي الذي مارس اتصالات مكثفة مع مستوطنات فترة العبيد في العراق القديم. قد تكون هذه الاتصالات قد اشتملت على التجارة، حيث كانت سلعهم هي فخار العُبيد والصدف واللؤلؤ.

## السفر بحرًا
قدمت H3 أدلة مثيرة للاهتمام على الإبحار. الدليل الأول هو نموذج خزفي يصور قاربًا من القصب. وقد عثر على نماذج مماثلة في عدة مواقع من بلاد الرافدين مثل إريدو وتل العوالي وتل العبيد، لكن نموذج H3 أكثر تفصيلاً، على سبيل المثال مع شقوق تحاكي حزم القصب التي من الممكن أن يُبنى منها قارب حقيقي. ويتكون الثاني من كسرة لقرص خزفي يظهر أنه يصور قاربًا من القصب به ساريتان. هذا هو أقدم دليل على استخدام الصواري والأشرعة. أخيرًا تم العثور على العديد من قطع البيتومين بها البرنقيل ملتصق على جانب واحد وطباعات القصب على الجانب الآخر في H3. تم تفسير القار على أنه طلاء مقاوم للماء تم تطبيقه على قارب حزمة القصب. هذه القطع هي أقدم دليل على القوارب الفعلية في غرب آسيا، وأول دليل على السفن البحرية في العالم. أظهر التحليل الجيوكيميائي للقار أنه نشأ من مصدر في برقان جنوب الكويت.